# 境妙寺 (中野区)
境妙寺（きょうみょうじ）は、東京都中野区にある天台宗の寺院。

## 概要
元和年間（1615年～1624年）に開山された。
元々は現在の麹町に位置していたが、江戸城の拡張に伴い、1627年（寛文6年）に現在の千駄ヶ谷に移転した。
当初は日蓮宗寺院「寂光寺」であったが、幕府の不受不施派禁教令により、1698年（元禄11年）に天台宗に転宗した。1834年（天保5年）に「境妙寺」と改称した。
当時、近くに紀州藩江戸藩邸があり、邸内の霊堂の別当（担当）になったことから、本堂の瓦に葵紋が使われ、黒門が許される格式となった。
1915年（大正4年）、明治神宮外苑整備のため現在地に移転した。

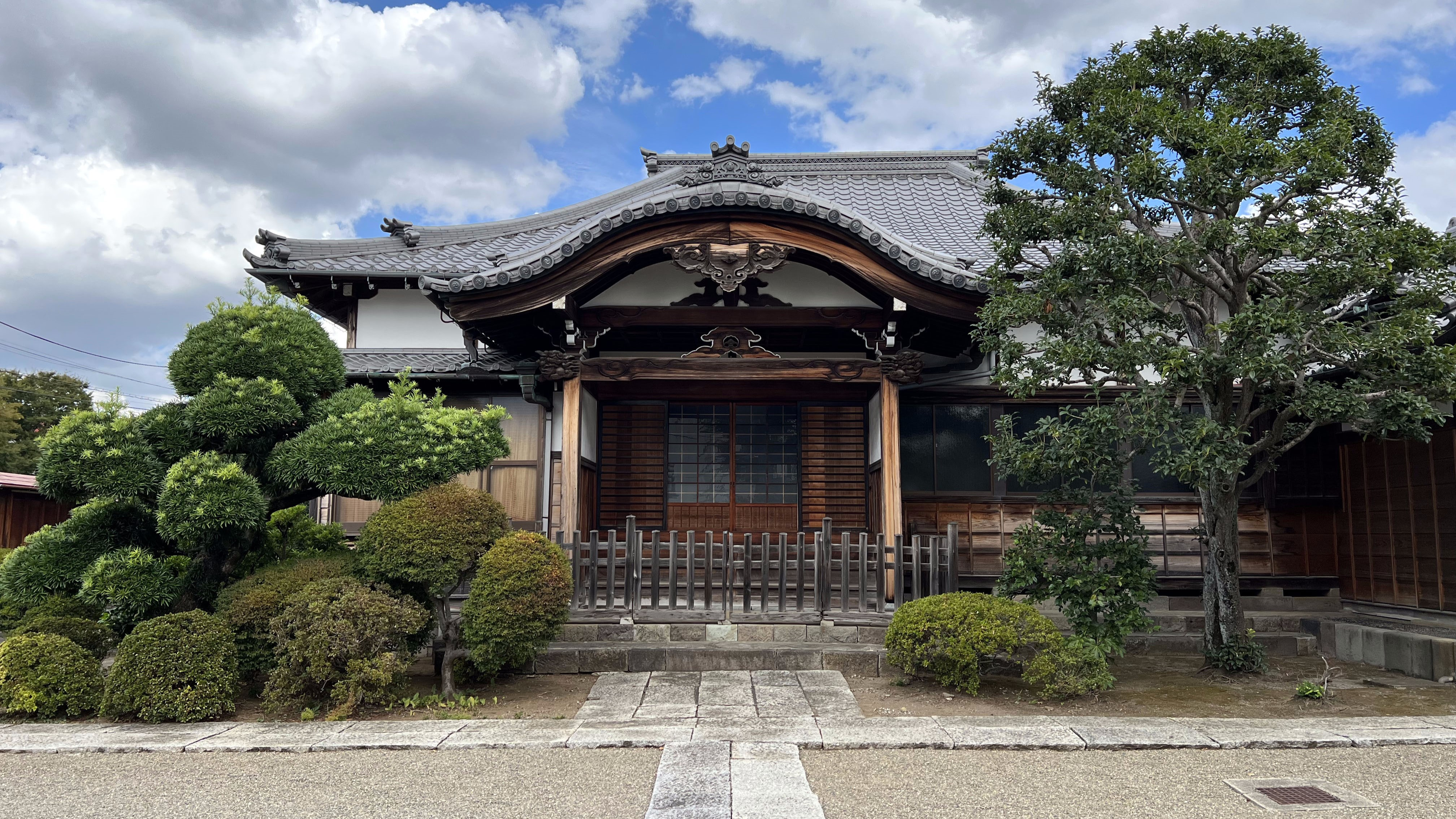
本堂

## 交通アクセス
- 落合駅より徒歩6分。